# (15382) Vian
(15382) Vian (1997 SN) – planetoida z pasa głównego asteroid okrążająca Słońce w ciągu 3,43 lat w średniej odległości 2,27 j.a. Odkryta 20 września 1997 roku.